# قصر الأطفال والشباب
قصر الأطفال والشباب (بالروسية: Дворец творчества детей и молодёжи) هو مركز تعليمي للشباب في روسيا. يضم حوالي 11 ألف طفل تتراوح أعمارهم بين 5 و 18 عامًا، ويعمل به 300 مربيّا.

## تاريخ
في 23 مايو 1936، افتتح قصر الرّوّاد وأكتوبر (بالروسية:Дворец пионеров и октябрят) (الاسم السابق للمركز) في مدينة روستوف على الدون عند ملتقى حارة غازيتني وشارع بولشايا سادوفايا.
في خريف عام 1936، تم افتتاح أول قسمين في القصر، وهما العلوم التقنية والفنية.
خلال الحرب الوطنية العظمى (1941-1945) تم تعليق مجموعات العمل والأقسام التابعة لقصر الرواد أثناء احتلال المدينة من قبل القوات الألمانية. وغادر العديد من المعلمين. في سنوات ما بعد الحرب الأولى، واصلت جميع الأقسام الموجودة سابقًا عملها.
في عام 1991، تم تغيير اسم قصر الرواد إلى قصر الأطفال والشباب في روستوف على الدون. خلال سنوات الأزمة المالية في تسعينيات القرن العشرين، بقي موظفو القصر مع المؤسسة، وافتتحوا متاحف: «قصص منطقة لدون» و «المدافعين الشباب عن الوطن». أنشأت أعمال الأندية الجديدة: «بيتيت» (الصحفيون الشباب) و«اللجنة الاقتصادية لأفريقيا» (إيكولوجيون شباب)، وفُتحت مدرسة المدينة الصيفية الأولى للأطفال الموهوبين.